# 沙尔穆瓦耶 (杜省)
沙尔穆瓦耶（法語：Charmoille，法語發音：[ʃaʁmwaj]）是法国杜省的一个市镇，属于蒙贝利亚尔区。

## 地理
沙尔穆瓦耶（47°14'45"N, 6°40'15"E）面积10.14 平方千米，位于法国勃艮第-弗朗什-孔泰大區杜省，该省份为法国东部内陆省份，北起上索恩省，西接汝拉省，东部及东南部与瑞士接壤，东北部与贝尔福地区省接壤。
与沙尔穆瓦耶接壤的市镇（或旧市镇、城区）包括：贝勒埃尔布、罗叙勒、沃克吕兹。

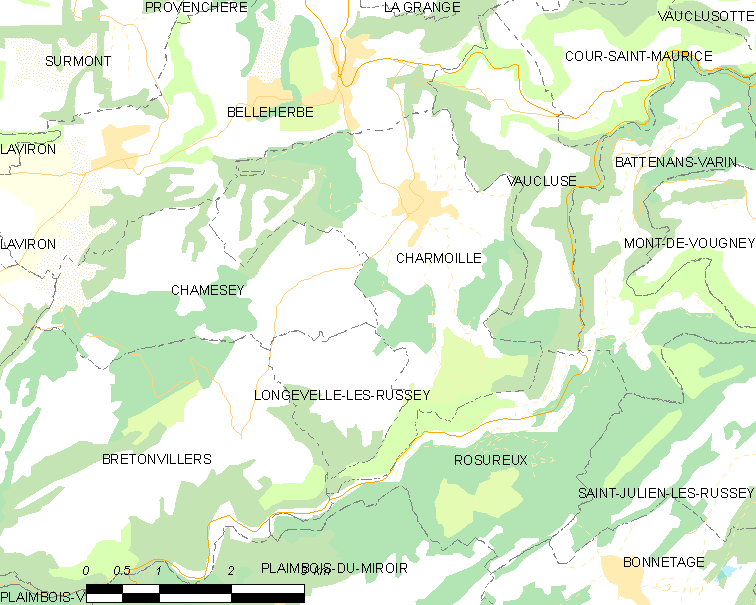
的OSM定位图

沙尔穆瓦耶的时区为UTC+01:00、UTC+02:00（夏令时）。

## 行政
沙尔穆瓦耶的邮政编码为25380，INSEE市镇编码为25125。

## 政治
沙尔穆瓦耶所属的省级选区为瓦尔达翁县。

## 人口

1962-2008年间人口变化图示

沙尔穆瓦耶于2022年1月1日时的人口数量为319人。